# Carlos Pachamé
Carlos Pachamé (n. 25 februarie 1944, Fortín Olavarría⁠(d), Buenos Aires, Argentina) este un fost fotbalist argentinian.
În cariera sa, Pachamé a evoluat la Estudiantes și Boca Juniors. Între 1967 și 1969, Pachamé a jucat 9 meciuri pentru echipa națională a Argentinei.

## Statistici
| Argentina | Argentina | Argentina |
| An        | Meciuri   | Goluri    |
| --------- | --------- | --------- |
| 1967      | 4         | 0         |
| 1968      | 0         | 0         |
| 1969      | 5         | 0         |
| Total     | 9         | 0         |